# Kanton Sainte-Livrade-sur-Lot
Sainte-Livrade-sur-Lot is een voormalig kanton van het Franse departement Lot-et-Garonne. Het kanton maakte deel uit van het arrondissement Villeneuve-sur-Lot. Het werd opgeheven bij decreet van 26 februari 2014, met uitwerking op 22 maart 2015. Alle gemeenten werden opgenomen in het nieuwe kanton Le Livradais.

## Gemeenten
Het kanton Sainte-Livrade-sur-Lot omvatte de volgende gemeenten:
- Allez-et-Cazeneuve
- Dolmayrac
- Sainte-Livrade-sur-Lot (hoofdplaats)
- Le Temple-sur-Lot